# 北越水力電気
北越水力電気株式会社（ほくえつすいりょくでんき かぶしきがいしゃ）は、明治後期から昭和戦前期にかけて存在した日本の電力会社である。新潟県を本拠とした事業者の一つで長岡市に本社を構えた。
1902年（明治35年）に組織された「北越水力電気組」を母体として1905年（明治38年）に発足。新潟県内を流れる信濃川水系の河川に水力発電所を構え、長岡市を中心とする中越地方に電気を供給した。加えて兼業としてカーバイド事業も営んだ。
1942年（昭和17年）に配電統制のため東北配電（東北電力の前身）に統合され解散した。

## 概要

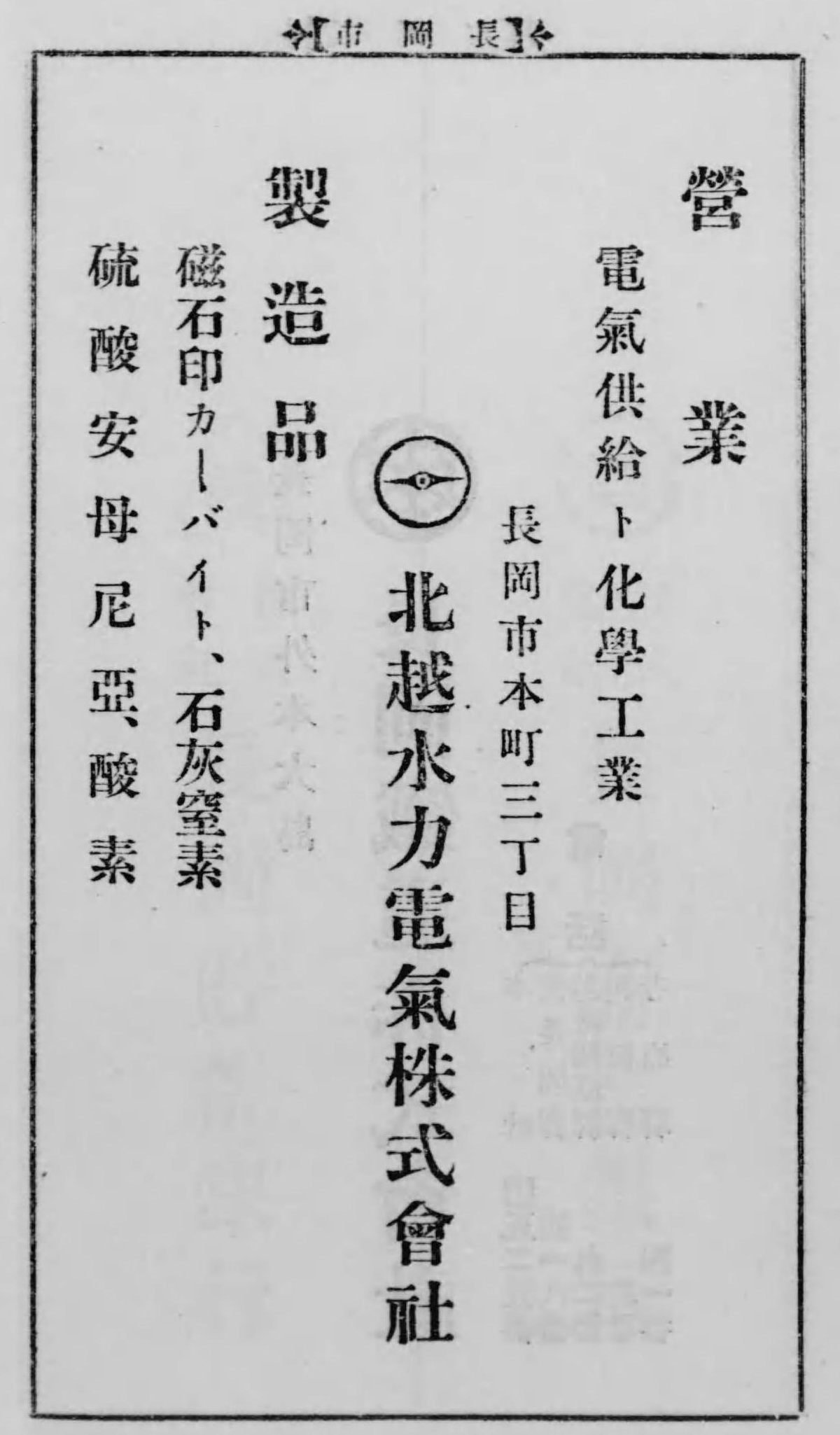
北越水力電気の広告（1922年）

北越水力電気株式会社は、1905年（明治38年）から1942年（昭和17年）までの37年間にわたり新潟県長岡市に存在した電力会社である。長岡市を中心に小千谷・柏崎・出雲崎など中越地方の市町村において電気の供給にあたった。
北越水力電気の母体となったのは新潟県出身の実業家山口権三郎が試みた信濃川での水力発電事業である。山口の死後、跡を継いだ山口達太郎によって1902年（明治35年）12月に「北越水力電気組」として法人化される。これが株式会社に移行する形で1905年5月に北越水力電気が成立した。発電所はこの間の1904年12月、新潟県内最初の水力発電所として完成。これを元に長岡・小千谷での供給を始めた。このうち長岡市内の電気事業は1900年（明治33年）9月から個人事業として火力発電を電源に営まれていたが、北越水力電気が開業にあたって買収していた。
1907年（明治40年）には柏崎へと進出。次いで未開業の出雲崎電灯から事業権を買い取って1913年（大正2年）から出雲崎での供給も始めた。電気事業拡大の一方、1908年（明治41年）からは自社電力を消費する兼営事業として炭化カルシウム（カーバイド）製造にも乗り出す。電気事業・カーバイド事業拡大のため1913年以降は信濃川支流域で電源開発を進めた。1920年代に入ると化学事業を窒素肥料（石灰窒素・硫酸アンモニウム）製造にも広げたがこれらは販売不振のため1930年代初頭に頓挫し、化学事業はカーバイド製造と砂鉄製錬が残された。
1941年（昭和16年）に配電統制令が公布されると北越水力電気も国策配電会社への統合対象とされ、すべての電気事業設備を翌1942年（昭和17年）4月に新潟県・東北6県を管轄する東北配電（1951年東北電力となる）へと出資した。そして残された化学事業を北越電化工業として分離したのち、1942年5月に北越水力電気は解散した。なお後継会社の北越電化工業は化学メーカーとして始動したが、太平洋戦争後にカーバイド製造・砂鉄製錬とも事業を打ち切り、電気炉製鋼による鉄鋼メーカー北越メタル（1964年社名変更）へと姿を変えている。

## 沿革

### 長岡での電気事業起業

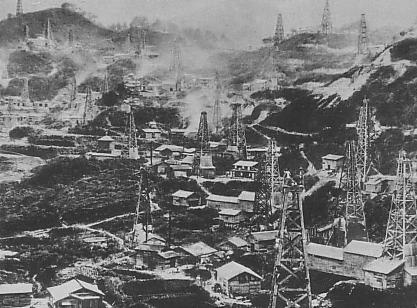
明治時代の東山油田

東京電灯が日本で最初の電気供給事業を開業してから7年が経った1894年（明治27年）7月、宮城県で仙台電灯（仙台市。後の宮城紡績電灯）が開業し、東北6県における電気事業が始動した。翌1895年（明治28年）11月には福島県で福島電灯（福島市）が開業。その西隣の新潟県ではさらに3年経った1898年（明治31年）3月、県下最初の電気事業者として新潟電灯（後の新潟水電）が開業した。新潟電灯の供給区域は新潟市内のみで、市内設置の火力発電所を電源としていた。
新潟電灯に続く新潟県下2番目となる電気事業が起こされたのは第2の都市古志郡長岡町（1906年市制施行で長岡市に）である。長岡における最初の電気事業発起は仙台電灯開業に先立つ1894年3月までさかのぼる。このころの電気事業計画は同地の石油産業に関連した。明治時代、長岡東部から三条南部にかけての丘陵地帯は「東山油田」として原油採掘が盛んであり、長岡の中島地区には柿川に沿ってその原油を精製する製油所が立ち並んでいた。当時の主要製品は石油ランプ用の灯油であったため精製過程で生ずる重油はほとんど需要がなく、製油所から信濃川へ放出処分されていたが、明治半ばになると精製工程の燃料に重油利用が広がっていく。この重油を発電燃料としても活用しようというのが長岡における電気事業計画の発端であった。
1894年に計画された長岡電灯会社の発起人は長岡の野本恭八郎・野本松二郎（醤油醸造業）・大里伝四郎（同）・清水儀八（海産物・荒物商）らであった。彼らは製油部と電灯部の事業を起こして製油事業で生ずる原油を自家消費し発電するという計画を立てたが、用意した機械が1894年4月4日に発生した平潟神社の大火に巻き込まれて焼失してしまい、そのまま立ち消えとなった。その3年後の1896年（明治29年）には長岡出身の実業家梅浦精一・大橋佐平らが長岡電灯起業を企画して10月1日付で事業許可まで得たものの、これも開業には至らなかった。その後梅浦や渋沢栄一・大倉喜八郎に地元長岡の小坂松五郎（醤油醸造業・北越石油創業者）・松田周平（書籍商・古志石油創業者）らを加えて三度長岡電灯が企画されたが実現せず、1900年（明治33年）3月、小坂松五郎が個人事業として計画を引き取った。
小坂は千蔵院裏の土地（東千手町）に重油焚きの火力発電所（出力45キロワット）を建設し、そこから長岡駅方面や千手横町・長原町方面へ電灯工事を進めた。1900年6月までに、料理店・貸座敷・旅館などから約800灯の点灯予約を集めたという。同年8月8日夜、発電所構内で点灯式を挙行。15・16日には配電工事の済んだ各地で試験点灯を行い、9月3日の検査完了をもって正式に営業を開始した。
こうして長い準備期間を経て小坂松五郎の個人事業として開業した長岡の電気事業であったが、開業早々に設備を納入した石川島造船所との間に代金支払いをめぐる問題が発生し、さらに需要家との間にも電灯取付費や電灯料金に関する紛争が相次ぎ起こった。そのため1900年10月には一時送電停止に追い込まれている。こうした問題に加え電灯料金も割高であったため需要は伸び悩み、その経営は不振であった。小坂はその後も個人経営を続けたが、窮状を見兼ねた鷲尾庄八（長岡の石油商・竹平石油専務）が支援に入り1902年（明治35年）より小坂と鷲尾の共同経営に移る。同年7月に小坂が死去すると鷲尾庄八の個人経営に移行し、「長岡電灯所」という名がつけられた。

### 塩殿水力発電所の建設

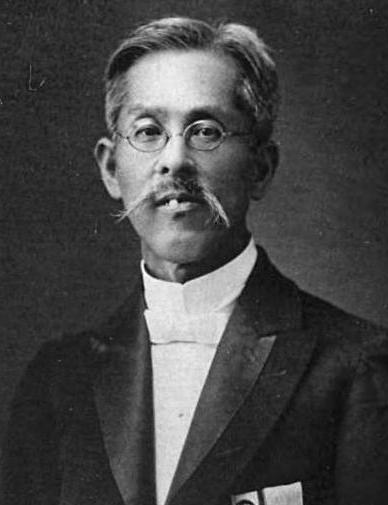
北越水力電気初代社長山口達太郎

1899年（明治32年）6月、福島県内において郡山絹糸紡績（東部電力の前身）という会社が電気事業を開業し、安積疏水の沼上発電所から郡山市街まで24キロメートルに及ぶ長距離送電を開始した。その送電電圧は当時の国内最高電圧にあたる11キロボルト（1万1000ボルト）である。このような長距離高圧送電の実用化により、水力発電の適地が近隣にない都市部でも火力発電ではなく水力発電の採用が可能となった。
長岡の近辺では、北魚沼郡山辺村大字塩殿（現・小千谷市塩殿）に信濃川の水利権を得ていた山口権三郎が水力発電所を着工した。権三郎は刈羽郡横沢村（現・長岡市）の富豪で、新潟県会議長や長岡銀行初代頭取などを務めた人物である。1889年（明治22年）に欧米を訪問した際電気事業を実見しさらに加藤木重教の知遇を得たことが電気事業起業の動機だという。権三郎は塩殿地区でかつて計画されていた信濃川蛇行部の直線化を思い出し、蛇行部の短絡で生ずる落差を活用した水力発電を考案。同地に土地を持つ友人本間新作を誘い、1896年10月実地調査の上水利権を新潟県へ出願し、1898年7月25日付でその許可を得た。同地の発電所は山崩れ発生に伴う設計変更のため着工延期を余儀なくされたが、1902年6月29日起工式が挙行されている。
工事中の1902年10月に山口権三郎が死去するとその長男山口達太郎が事業を継いだ。達太郎は同年12月10日、父が存命中に勧誘していた中越地方の有力者を長岡町内に集めて「北越水力電気組」という組織を立ち上げた。組長には達太郎、理事には本間新作と大塚益郎（権三郎の実弟）、支配人には山口政治（同じく権三郎実弟）が就任。資本金40万円で、出資者は25万5000円出資の達太郎を筆頭に計21名で構成された。
信濃川は水量豊富であることから発電所出力は1000キロワット超となる見込みであったが、この発電力では当時の電力需要に対して過大なため、山口権三郎は中越地方に電気鉄道を敷設する計画を立てていた。しかし電気鉄道敷設は実現せず、北越水力電気組ではさしあたり長岡町と北魚沼郡小千谷町（現・小千谷市）の2町にて電灯供給を手掛けることとなった。長岡での供給にあたっては鷲尾庄八の営む火力発電事業を譲り受ける運びとなり、1904年（明治37年）9月27日付で逓信省からの事業譲受認可を得ている。同年12月13日、塩殿発電所が竣工。北越水力電気組では翌1905年（明治38年）1月15日、送電開始式および山口権三郎慰霊祭を挙行した。
塩殿発電所の設備は当初、水車・発電機各1台で構成され、出力は540キロワットであった。その発生電力は小千谷と長岡（厳密には北魚沼郡城川村と古志郡四郎丸村）に置かれた変電所まで11キロボルトの電圧で送電された。また、この塩殿発電所は新潟県下第1号の水力発電所でもある。その後1907年（明治40年）になると高田市（現・上越市）に上越電気（後の中央電気）が水力発電で開業し、1909年（明治42年）には新潟市の新潟水電も水力発電へ転換している。

### 工業需要の出現
塩殿発電所を完成させた北越水力電気組は半年後の1905年4月19日、臨時総会を開いて株式会社への改組を決議した。これを受けて新会社・北越水力電気株式会社の設立手続きが進められ、同年5月25日、創立総会の開催に至る。北越水力電気の資本金は100万円。総会で山口達太郎・本間新作・大塚益郎・山口政治の4名が取締役に選ばれ、その中から社長に達太郎、常務に政治が就任した。6月15日に逓信省より電気組から新会社への事業譲渡認可があり、21日には財産物件一切の引継ぎおよび登記も完了、22日をもって北越水力電気株式会社は営業を開始した。
改組後最初の決算にあたる1905年11月末時点での供給成績は電灯需要家数700戸・取付灯数2293灯、電動機用電力供給26.5馬力（19.8キロワット）であった。このように電灯以外の需用は当初限られたが、間もなく炭化カルシウム製造すなわちカーバイド工業が大口電力需要として出現した。カーバイド工業出現の由来は、塩殿発電所建設中の1903年2月に山口政治らが各地の水力発電事業を調査した際、福島県郡山市にあるカーバイド工場を視察したことにある。多量の電力を要するカーバイド工業は東北地方が日本国内における発祥の地であり、1902年から仙台では宮城紡績電灯の電力によって、郡山では郡山絹糸紡績の電力によってそれぞれ製造されていた。創業者は双方とも野口遵と藤山常一である。北越水力電気経営陣が野口と藤山に面会して長岡での工場建設を持ち掛けた結果、長岡郊外の古志郡四郎丸村字土合（現・長岡市）でのカーバイド工場建設が決まった。
1905年8月、北越水力電気は野口らとの間にカーバイド工場に対する電力供給契約を締結した。供給高は615キロワット（当初は215キロワット）に及ぶ。この契約締結に伴い北越水力電気側では塩殿発電所に700キロワット発電機を増設し発電力を増強することとなった。工場新設は翌1906年（明治39年）3月のことで、同工場は日本カーバイド株式会社（専務・藤山常一）の長岡工場として仙台・郡山両工場とともに運転された。しかし長岡工場は1908年（明治41年）4月末限りで休業となり、日本カーバイド自体も同年6月解散してしまった。北越水力電気では日本カーバイドの廃業に伴い同年7月20日、工場を引き取ってカーバイド事業を兼営化した。
大口需要には他にも製紙業が加わった。板紙製造を目的として長岡に設立された北越製紙（現・北越コーポレーション）が抄紙機の動力として電動機を採用したためである。同社工場は長岡市蔵王町にあり、1908年10月に操業を開始。当時、抄紙機の原動機は蒸気機関が一般的であり、北越製紙の電動機採用は業界最初の試みであった。電動機採用の理由には電力需要の少ない北越水力電気が電力料金を安く設定していたことも一因とされる。

### 柏崎・出雲崎進出
1907年10月20日、北越水力電気は長岡の西方にある都市、刈羽郡柏崎町（現・柏崎市）での供給を開始した。開業当初の電源は塩殿発電所とは別個に建設された青海川発電所である。同発電所は谷根川（たんねがわ）にあった精米所用の水車設備を25年間の電力無償供給という条件で買い取って設置したもの。所在地は中頸城郡米山村大字青梅川（現・柏崎市青梅川）、出力は45キロワットで、発生電力は柏崎町内の変電所へと送られた。ところが青海川発電所は夏の渇水期に発電量が著しく減少するという問題を抱えたため、別途火力発電所の建設が進められ、1909年6月に枇杷島発電所として完成した。枇杷島発電所は刈羽郡枇杷島村（現・柏崎市）にあり、蒸気機関を原動機とする出力35キロワットの小発電所であった。
その2年後の1911年（明治44年）6月、小千谷と柏崎の間に11キロボルト送電線が完成し、塩殿発電所から柏崎への送電が開始された。この連系を機に柏崎における配電範囲は拡大されていく。また送電線完成を挟む1911年下期に北越水力電気の電灯数は1万灯を突破した。一方で1914年（大正3年）7月に青海川発電所と枇杷島発電所は廃止となった。
柏崎進出に続いて1912年（大正元年）10月16日、北越水力電気は臨時株主総会にて出雲崎電灯株式会社からの事業・財産買収を決議し、柏崎の北にあたる三島郡出雲崎町への進出を決定した。この出雲崎電灯は東京の電力会社・帝国瓦斯力電灯の呼びかけに地元の佐藤吉太郎・加藤直重らが応じて起業されたもので、1911年12月30日、資本金4万1000円をもって東京市芝区（現・東京都港区）に設立。出雲崎町と隣の刈羽郡石地町（後の西山町、現・柏崎市）を供給区域とし、出雲崎町大字尼瀬にガスエンジンを原動機とする出力50キロワットの内燃力発電所を置く計画で工事を進めていたが、1912年9月になって電灯予約が少なすぎるとして工事を中断。未開業のまま北越水力電気に事業を譲渡し、同年10月16日付で解散した。
出雲崎電灯の事業を引き取った北越水力電気では、すでに柏崎まで送電していたため出雲崎には発電所を新設せず、柏崎から日本海沿いに刈羽郡高浜町・石地町経由で出雲崎まで送電するという計画を立てた。工事は翌1913年（大正2年）5月に完成し、14日から高浜町・石地町・出雲崎町への供給が開始された。なお当初は電灯のみの供給に限られたが、1914年7月からは動力用電力供給も開始されている。
こうして北越水力電気の主要供給区域は長岡・小千谷・柏崎・高浜・石地・出雲崎の1市5町に拡大したが、それ以外の町には進出しなかった。長岡周辺の古志郡栃尾町（後の栃尾市、現・長岡市）や南蒲原郡見附町・今町（現・見附市）では北越水力電気ではなく新潟市の新潟水力電気（後の新潟電力）が1912年（明治45年）6月より供給を開始。信濃川左岸側（三島郡）では小千谷寄りの片貝村（1911年8月供給開始）や来迎寺村（1914年上期供給開始）は北越水力電気が供給したが、関原村・脇野町村・与板町は1914年より新潟水力電気によって配電された。

### 供給拡大と西山油田進出
1913年11月、塩殿発電所に続く大型発電所として北魚沼郡須原村（後の守門村、現・魚沼市）を流れる信濃川水系魚野川の支流破間川（あぶるまがわ）に須原発電所を完成させた。次いで同所の増設に取り掛かるが、1917年（大正6年）1月8日、建屋と機械すべてを損傷するという火災が発生する。復旧までの1か月間は塩殿発電所だけで供給を賄わざるを得なくなり、電灯・電力の増設申し込みをすべて謝絶する状況に追い込まれた。須原発電所の出力は当初1260キロワット、増設後は1600キロワットである。
供給力拡充とともに供給成績も伸長しており、電灯数は須原発電所が完成した1914年上期に2万灯へと到達、同所の増設が完了した1917年上期に3万灯を超えた。同年下期には動力用電力供給が1000馬力に到達している。さらに1920年（大正9年）上期には電灯は5万灯、動力用電力は2000馬力に達しており、同年5月末時点では電灯数5万2586灯・動力用電力供給2009馬力（約1498キロワット）を数えた。また会社の規模も拡大した。1910年代の増資は2度あり、1913年6月に100万円、1919年（大正8年）6月に300万円の増資がそれぞれ決議され、資本金は500万円となっている。
1910年代の電灯数増加には供給力増強以外に金属線電球も関係している。金属線電球は発光部分（フィラメント）にタングステン線など金属線を用いる白熱電球のことで、発光部分に炭素線を用いる旧来の炭素線電球に比べて消費電力が約3分の1に抑えられ、なおかつ寿命も長いという特徴を持つ。日本では1910年の国内製造開始を機に普及が本格化した。逓信省の資料によると、北越水力電気の金属線電球利用は1914年時点で全電灯の約15パーセントを占めるに過ぎなかったが、須原発電所停止時に金属線電球への無償交換で消費電力節約を図ったこともあり、1917年末には点灯中の炭素線電球が皆無となっている。
なお、1910年代までの炭素線電球時代の電灯には都市ガスを燃焼させてともすガス灯という競合する照明が存在していた。長岡におけるガス事業は日本天然瓦斯（1905年5月設立）が1907年1月に開業したのが最初である。同社は当時一般的であった石炭ガスではなく天然ガスの供給をガス井から直接行おうとしたため供給が安定せず、1911年12月に石炭ガス混用を始めるまで需要増加は順調でなかった。ガス灯は金属線電球の普及と第一次世界大戦勃発に伴う原料石炭価格高騰で衰退し、都市ガスの主要用途は熱利用に移行するというのがガス業界の一般的傾向であるが、天然ガスが供給される長岡では発熱量が石炭ガスよりも多いため当初は熱利用の方が多く、1914年になってガス灯・熱利用が同水準（孔口数1500個前後）となった。1918年（大正7年）12月、日本天然瓦斯は小林友太郎率いる長岡天然瓦斯に衣替えし、以後熱需要の開拓に努めた。
新潟県で盛んに行われた原油採掘業においては、1908年に新潟水力電気が新津油田にて汲上げ用電力の供給を始め、業界の電力利用に先鞭をつけた。新潟水力電気は大戦景気期の1917年になって大面油田や長岡周辺の東山油田でも電力供給を開始する。北越水力電気においても同時期、管内の西山油田に対する電力供給を始めた。この「西山油田」は長岡の西方、信濃川と日本海の間に連なる丘陵地帯にて日本石油（現・ENEOS）などが開発していた油田群の総称である。北越水力電気は1917年9月より西山油田の後谷鉱区、翌1918年下期より長嶺鉱区への電力供給をそれぞれ開始した。1925年（大正14年）のことであるが、西山油田での電力需要増加に応えて刈羽郡内郷村（後の西山町）に礼拝変電所を設置している。

### カーバイド事業の消長
先に触れた通り、北越水力電気では旧日本カーバイドから工場を引き取って1908年よりカーバイド事業を兼営していた。引継ぎ時点での工場設備は200キロワット電気炉3台のみであったが、その後需要増加に伴って発電力増強にあわせ200キロワット電気炉6台体制に拡充された。カーバイドは当時アセチレンランプやガス溶接・溶断の用途に使用されており、北越水力電気製造のカーバイドは「磁石印」の商標で問屋を通じ全国販売された。第一次世界大戦下で大戦景気が訪れると事業はにわかに活況を呈し、電気事業の収益を上回って会社の中心事業と化した。
大戦景気期の勢いに乗じ北越水力電気では電気炉製鋼にも取り組んだ。当時の報道によると住友製鋼所の技師を招き古鉄や銑鉄を原料とする製鋼を研究したという。電気製鋼製品の販売は1918年下期より開始された。これらの化学工業事業は1918年には上期・下期を通じて電気事業に比して1.75倍の収入、3倍の利益金を挙げて年率17パーセントという高い配当率をもたらしていたが、第一次世界大戦終結とともに製品価格が低落して減収に転じ、翌1919年下期決算で欠損を出すに至った（会社自体は黒字）。新事業であった電気炉製鋼は終戦後中止され、製鋼炉は柱上変圧器自製のための細々とした砂鉄製錬に転用された。
カーバイド事業に関しては傍系会社を通じて新潟県外でも経営された。会社名は日本電気工業株式会社といい、1910年12月15日、資本金50万円をもって長岡市内に設立。北越水力電気の株主が出資しており、社長は山口達太郎が兼ねた。同社は富山県東部を流れる片貝川に電源となる水力発電所を建設の上、1912年1月より富山県下新川郡道下村（現・魚津市）にてカーバイド工場の操業を開始した。なお北越水力電気とは異なりすでに富山電気（後の日本海電気）が営業中の地域であるため供給事業は営んでいない。しかしながら日本電気工業は大戦終結後操業停止に追い込まれ、工場と片貝川の発電所を富山電気へと売却し、1922年（大正11年）2月18日付で解散した。
日本電気工業の設立後、山口達太郎ら北越水力電気関係者は電気化学事業を目的に信濃川水系清津川の水利権を申請し、1914年10月にその許可を得た。同地点の開発にあたる日本水力電気株式会社は、1917年4月23日、資本金250万円をもって長岡市内に設立される。同社も日本電気工業同様、山口達太郎が社長を兼ねている。日本水力電気は南魚沼郡湯沢村（現・湯沢町）にて湯沢発電所の工事を進めたが、未開業のまま1922年10月1日付で東京電灯へと合併された。湯沢発電所の工事は東京電灯へと引き継がれ、翌1923年（大正12年）4月に出力6500キロワットの発電所として完成をみている。

### 石灰窒素・硫安事業への参入

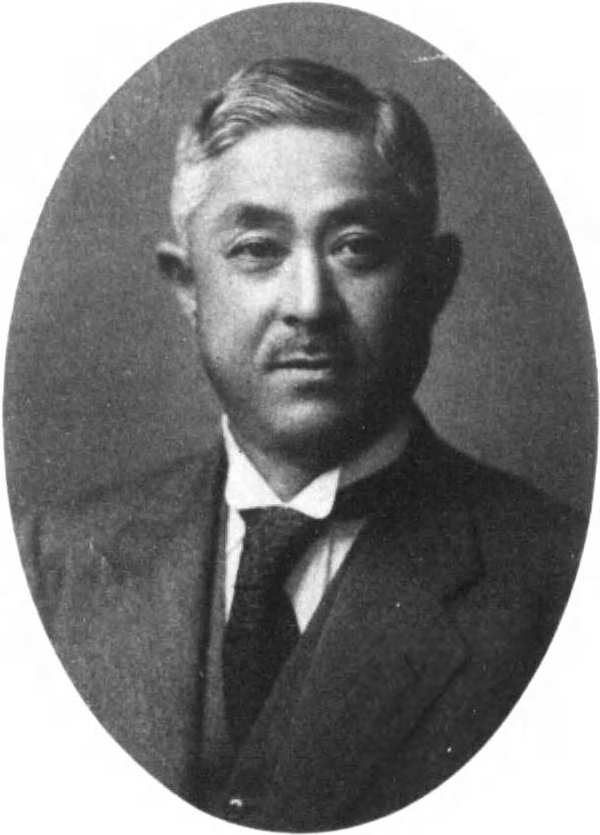
第2代社長山口誠太郎

1920年8月9日、初代社長山口達太郎が在任のまま死去する。同年9月17日、達太郎の長男で常務取締役を務める山口誠太郎（山口政治に代わって1909年12月から常務）が第2代社長に就いた。同年10月1日、南魚沼郡五十沢村（現・南魚沼市）に建設中の五十沢発電所が運転を開始した。信濃川水系魚野川の三国川（さぐりがわ）に設置された発電所で、発電所出力は1710キロワット。この完成で総発電力は4550キロワットとなっている。続いて同年11月、長岡市蔵王町にて新たに蔵王工場が操業を開始した。
新設の蔵王工場は、カーバイド事業を石灰窒素・硫酸アンモニウム（硫安）の製造へと発展させるために建設された工場である。カーバイドを元に窒素肥料の一種である石灰窒素を製造し、さらに石灰窒素から当時の主流肥料であった変成硫安を製造するという事業は、日本国内では1908年に野口遵が創業した日本窒素肥料（後のチッソ）が最初に起業。1912年には藤山常一によって北海カーバイド工場、後の電気化学工業（現・デンカ）が起業されこれに続いた。大戦景気期以後、新潟県を含む北陸地方では豊富な石灰石資源と安価な電力に誘引されて変成硫安までの一貫メーカーの起業が相次ぎ、1921年（大正10年）には電気化学工業も新潟県西頸城郡青海村（現・糸魚川市）に青海工場を新設している。こうした中で石灰窒素・変成硫安事業への参入を図った北越水力電気は1921年10月蔵王工場に石灰窒素工場を完成させる。硫安製造に必要な硫酸工場は肥料需要の低下から着工が一時見合わされたが、1923年12月には製造を開始。そして翌1924年（大正13年）から硫安製造に着手した。

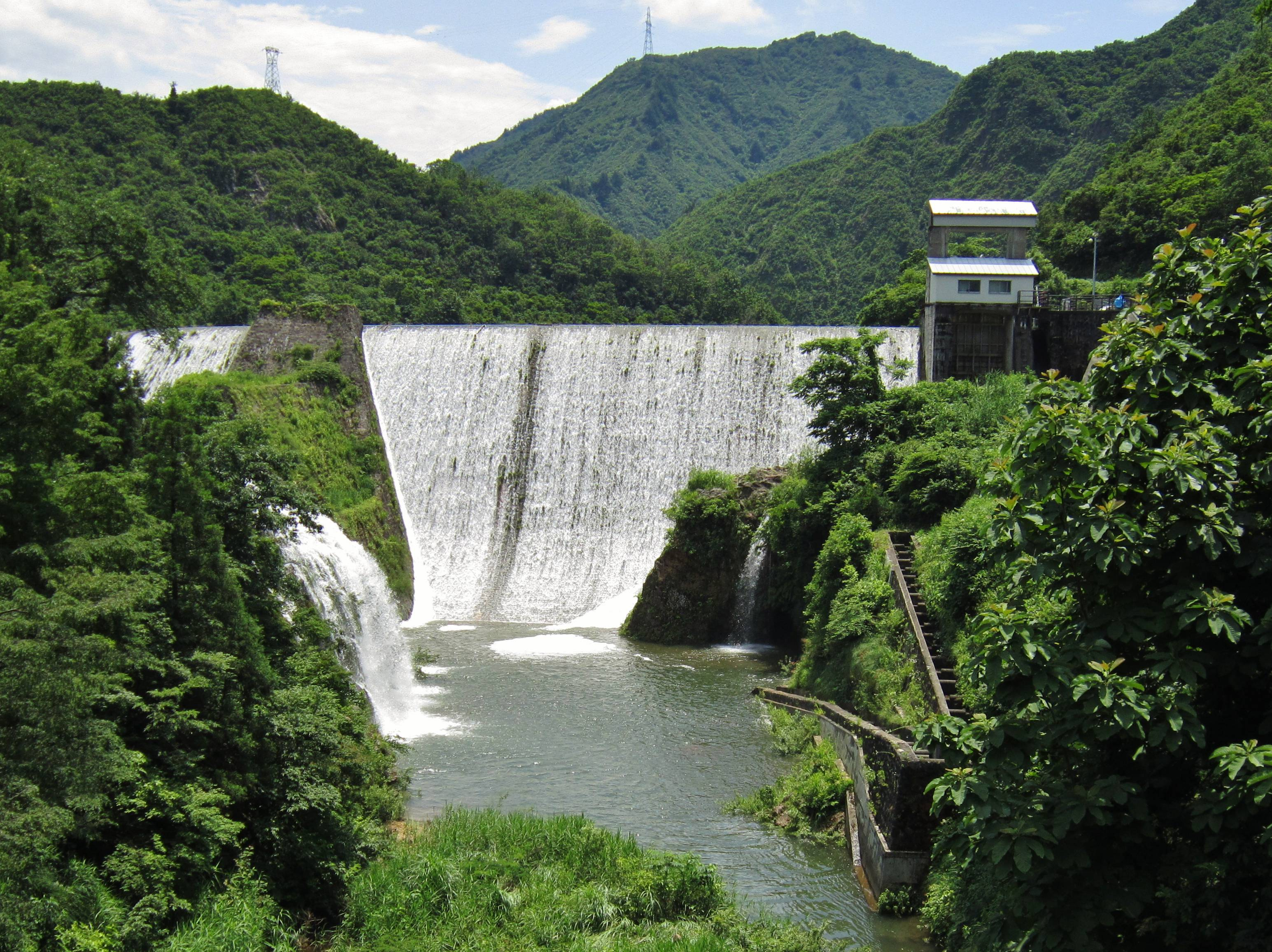
上条発電所取水用の黒又ダム（2011年）

1923年9月、東京電灯が新潟県南部に位置する信越電力中津川第二発電所（出力1万8000キロワット）を起点に長岡へと至る66キロボルト送電線を架設し、長岡変電所を通じて新潟県内へ電力を供給する体制を整えた。これに伴い同年10月、北越水力電気は東京電灯から蔵王工場の電源として1500キロワットの受電を開始する。この東京電灯「長岡線」は前述の旧日本水力電気から工事を引き継いだ送電線であった。北越水力電気では受電開始に続いて1925年から4か所目の大型発電所工事に取り掛かり、1927年（昭和2年）3月、須原発電所の上流側にあたる北魚沼郡上条村（現・魚沼市）にて上条発電所を完成させた。上条発電所は破間川支流の黒又川に取水用ダム（黒又ダム）を持つ。発電所出力は社内最大の6000キロワットであり、この完成で総発電力は1万550キロワットへと拡大した。
電源拡充とともに供給成績も増加を続けており、電灯数は1920年上期に5万灯を超えたのち4年半後の1924年下期に10万灯へ到達、その4年後の1928年（昭和3年）下期には15万灯へ到達した（11月末時点で15万1331灯）。電力供給も拡大しており、同じく1928年11月末時点では大口供給含めて計3506キロワット（他に電熱用途897キロワット）を供給している。1920年代後半の不況期、需要開拓のため力が入れられたのが農事電化と電熱の分野である。農事電化は農作業用小型電動機の普及を図るもので、5戸以内の共同使用や10メートル以内の移動利用を認める、契約延長で料金を割り引くといった特典を付し売り込んだ。また電熱供給では農事電化以上の勧誘活動が展開され、家庭用から一般営業用に至るまで普及促進が図られた。
1920年代の増資は1度のみで、1925年12月に500万円の増資が決議された。増資後の資本金は1000万円で、1927年上期より払込資本金額は750万円となった。なおこれ以後増資も合併もなくさらに払込金徴収も行われていないため、15年後の会社解散まで（公称）資本金1000万円・払込資本金750万円という金額は不変である。

### 恐慌による蹉跌と回復
北越水力電気による石灰窒素・硫安事業参入以降にあたる1920年代後半、発電所の過剰建設によって生じた過剰電力を消化すべく電力会社による石灰窒素事業参入が相次いだ。具体的には、長野県の信濃電気が設立した信越窒素肥料（現・信越化学工業）が1927年新潟県直江津に、次いで東京電灯と東信電気が設立した昭和肥料（後の昭和電工、現・レゾナック・ホールディングス）が1929年（昭和4年）新潟県鹿瀬に、日本海電気傘下の国産肥料（日本カーバイド工業の前身）が1929年富山県魚津にそれぞれ石灰窒素工場を建設したのである。相次ぐ新規参入で過当競争に陥った上、1920年代末に農村恐慌が発生すると肥料需要低迷で状況はより深刻化し、石灰窒素事業の採算性は急速に失われた。また硫安事業については世界恐慌による本国での需要低迷を埋め合わせるべくヨーロッパのメーカーが日本に対しダンピングを仕掛けたため同じく行き詰った。硫安事業については、石灰窒素を元に製造される変成硫安から、より使用電力が少なく製造効率のよい合成アンモニアを原料とする合成硫安へと主流が移るという構造的問題も抱えた。
混乱の末、1930年（昭和5年）9月に北越水力電気を含む石灰窒素メーカー10社による「全国石灰窒素共販組合」が立ち上げられ、共同販売制の実施により過当競争はある程度抑えられた。しかし北越水力電気では肥料業界の速やかな環境好転は可能性に乏しいと判断し、翌1931年（昭和6年）、肥料事業すなわち石灰窒素と変成硫安の製造から撤退した。この結果、肥料工場として立ち上げられた蔵王工場はカーバイド製造部門と硫酸製造部門が残るだけとなり、敷地のおよそ半分はその後売却された。ただし肥料事業から撤退するだけでは電力に余剰が生ずるため、代替として蔵王工場の設備を活用し砂鉄製錬を本格化した。満洲事変勃発に伴う鉄鋼需要増加の最中であり、製品の銑鉄（電気銑）は自動車用鋳物向けに販売されたほか日本製鐵や日本鋼管といった高炉メーカーにも納入された。
恐慌は電気事業の成績にも影響した。影響が特に深刻化したのは1931年上期（1930年12月から1931年5月にかけて）であり、電灯・電力・電熱すべて供給成績が前期より減少した。特に電灯数は前期比2.4パーセント減という減少幅である。この1931年上期決算では大幅な減収から対払込資本金利益率が10パーセントを割り込み、年率8パーセントへの減配を余儀なくされた。ただし業績低迷は短期間で、1933年（昭和8年）に入ると対払込資本金利益率は10パーセントを回復した（配当率は年率8パーセント据置）。供給成績も回復して1936年（昭和11年）下期には電灯20万灯、電力・電熱供給計1万キロワットを達成している。
1930年代中盤以後、北越水力電気の管内では新工場の建設が相次いでいた。中心の長岡市では満洲事変勃発後の景気回復を機に工場誘致活動が積極的に展開され、その結果、1937年（昭和12年）6月より操業を始めた日本繊維工業長岡工場（紡績・織布業。後の呉羽紡績長岡工場）、翌1938年（昭和13年）9月操業開始のブロックゲージメーカー津上製作所（現・ツガミ）などが蔵王地区に集まった。柏崎においても理化学研究所の事業化部門である理化学興業（現・リケン）が進出し、1932年（昭和7年）7月よりピストンリング製造を開始している。理化学興業とその関係会社は1937年4月より長岡南部の宮内地区（上組村）に工作機械工場も構えた。
最後の供給成績公表となった1939年（昭和14年）5月末時点においては、電灯需要家5万6308戸・電灯数22万5736灯、電力供給1万2042.6キロワット、電熱その他供給2628.6キロワットを数えた。電力供給のうち大口供給先としては日本石油（1100キロワット）・理化学興業（700キロワット）・北越製紙（600キロワット）・中央電気（580キロワット）・日本繊維工業（400キロワット）・津上製作所（200キロワット）などが挙げられる。

### 東北配電への統合と解散

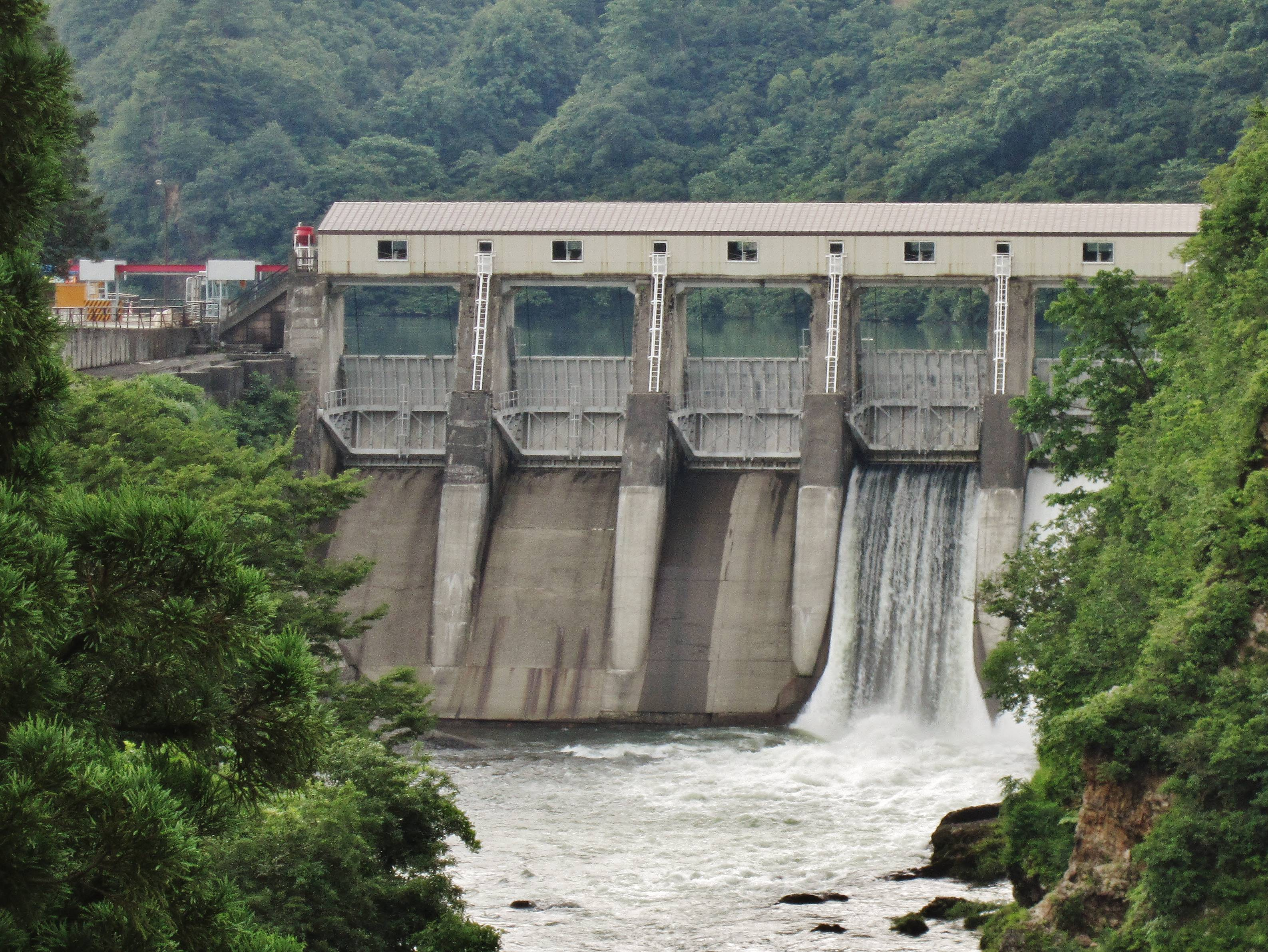
藪神発電所取水用の藪神ダム（2011年）

電力業界においては、1930年代後半に入ると政府内で電気事業に対する国家統制の強化を目指す動きが本格化するようになり、1937年（昭和12年）に発足した第1次近衛文麿内閣の下で一層の進展を見せて国策会社を通じた発電・送電事業の国家管理を規定する「電力管理法」が1938年（昭和13年）4月に公布されるに至った。翌1939年（昭和14年）4月に国家管理を担う国策会社として日本発送電が発足したが、既存事業者から日本発送電へと集められた電力設備は当初範囲が限定的で火力発電設備と主要送電線に限られた。このため日本発送電設立に際して新潟県と東北6県から設備を出資した事業者はなかった。
ただし北越水力電気の周辺では、東京電灯設備のうち長岡変電所（長岡市蔵王町）および中津川第二発電所 - 長岡変電所間の送電線「長岡線」、長岡変電所 - 北越水力電気蔵王変電所間の送電線「北越水力線」が日本発送電への出資対象設備となった。この出資により東京電灯は北越水力電気に対する電力供給を日本発送電へと移管している。移管後、1939年12月末時点での日本発送電からの受電電力は自社水力発電所4か所の合計出力1万550キロワットに対し7000キロワットに及んだ（受電は他に中央電気からの500キロワットも存在）。
1941年（昭和16年）5月、北越水力電気が北魚沼郡藪神村（現・魚沼市）において破間川に建設していた藪神発電所が完成した。同所の出力は最大8500キロワットであり、その発生電力は自社工場や理化学興業での増産に充てられた。この頃、前年の第2次近衛内閣発足以来推進されていた電力国家管理の完成を目指す動きが結実して電力管理法施行令が改正され（1941年4月）、これまで対象から外されていた出力5000キロワット超の水力発電設備についても日本発送電へと出資させることが決まった。これに伴い順次日本発送電への設備出資命令が出され、新潟県内でも中央電気や新潟電力の一部発電所が日本発送電へと移管されているが、ここでも北越水力電気の設備は対象外であった。
ただし北越水力電気も1941年8月に公布・施行された「配電統制令」の影響は受けた。日本発送電の体制強化に対応して既存配電事業者を解体、地域別国策配電会社へと再編するための勅令であり、新潟県の配電事業は東北6県の事業とともに国策配電会社「東北配電」へと再編されることが決まった。9月6日、逓信大臣より新潟県および東北6県にある主要事業者13社に対し「東北配電株式会社設立命令書」が発出される。北越水力電気もその受命者の一つであり（新潟県下では他に中央電気・新潟電力も受命）、藪神発電所を含む水力発電所5か所、送電線16路線、変電所9か所、それに配電区域内にある配電設備・需要者屋内設備・営業設備の一切を東北配電へと出資するよう命ぜられた。
北越水力電気ほか12社の統合による国策会社東北配電は1942年（昭和17年）4月1日に発足した。北越水力電気が東北配電へと現物出資した設備の評価額は2144万400円であり、ここから東北配電へ引き継いだ社債937万2000円を差し引いた金額（1206万8400円）を元に北越水力電気には東北配電の額面50円全額払込済み株式22万5788株（払込総額1128万9400円）と現金77万9000円が交付された。
東北配電への電気事業設備出資に伴い、北越水力電気では兼営の電気化学工業部門を新会社「北越電化工業株式会社」（現・北越メタル）へ移した上で会社を解散することとなった。北越電化工業の創立総会は1942年5月16日に開催。同社の資本金は80万円で、うち78万2500円は北越水力電気からの現物出資によった。役員の顔ぶれは北越水力電気とほぼ同じだが、北越水力電気社長を務める山口誠太郎は病気のため北越電化工業の社長には立たず、代わりに誠太郎の長男山口順太郎が初代社長に就いた。北越電化工業設立ののち、北越水力電気では1942年5月28日に臨時株主総会を開き、そこでの決議により即日解散した。一方、北越電化工業は1か月後の6月23日付で設立登記を終えて正式に発足。自社電源を失い東北配電からの受電で操業するという難点はあったが、太平洋戦争下で需要が高まるカーバイドと砂鉄銑の増産にあたった。

## 年表

### 明治期
- 1896年（明治29年）
  - 10月1日 - 逓信省より「長岡電灯株式会社」発起人に対し長岡における電気事業経営許可[106]。
- 1898年（明治31年）
  - 7月25日 - 山口権三郎が北魚沼郡山辺村大字塩殿にて信濃川水利権を獲得[16]。
- 1900年（明治33年）
  - 9月3日 - 小坂松五郎による個人経営の形で長岡で電気事業開業[8]。
  - 9月5日 - 長岡電灯から小坂松五郎へ事業権譲渡（認可日）[20]。
- 1902年（明治35年）
  - 6月29日 - 山口権三郎は塩殿発電所を起工[16]。
  - 7月20日 - 小坂松五郎の電気事業は鷲尾庄八との共同経営へ移行（認可日）[20]。
  - 8月20日 - 小坂・鷲尾共同経営の電気事業は鷲尾庄八個人経営に変更（認可日）[20]。
  - 12月10日 - 山口権三郎の長男達太郎が「北越水力電気組」を設立[17]。
- 1904年（明治37年）
  - 9月27日 - 鷲尾庄八は電気事業を北越水力電気組へ譲渡（認可日）[20]。
  - 12月13日 - 塩殿発電所竣工[19]。
- 1905年（明治38年）
  - 4月19日 - 北越水力電気組は株式会社への改組を決議[25]。
  - 5月25日 - 北越水力電気株式会社設立[25]。資本金100万円、本店所在地新潟県古志郡長岡町大字長岡渡里町第862番地[1]、初代社長山口達太郎[25]。
  - 6月22日 - 前日付の北越水力電気組からの財産引継ぎにより北越水力電気開業[25]。
- 1907年（明治40年）
  - 10月20日 - 刈羽郡柏崎町での供給開始[34]。
- 1908年（明治41年）
  - 7月20日 - 日本カーバイド株式会社から工場を買収（土合工場）し、カーバイド事業を開始[32]。
- 1910年（明治43年）
  - 2月26日 - 本店住所を長岡市渡里町862番地に変更[107]。
  - 9月9日 - 本店を長岡市本町3丁目896番地へ移転[108]。

### 大正・昭和期
- 1912年（大正元年）

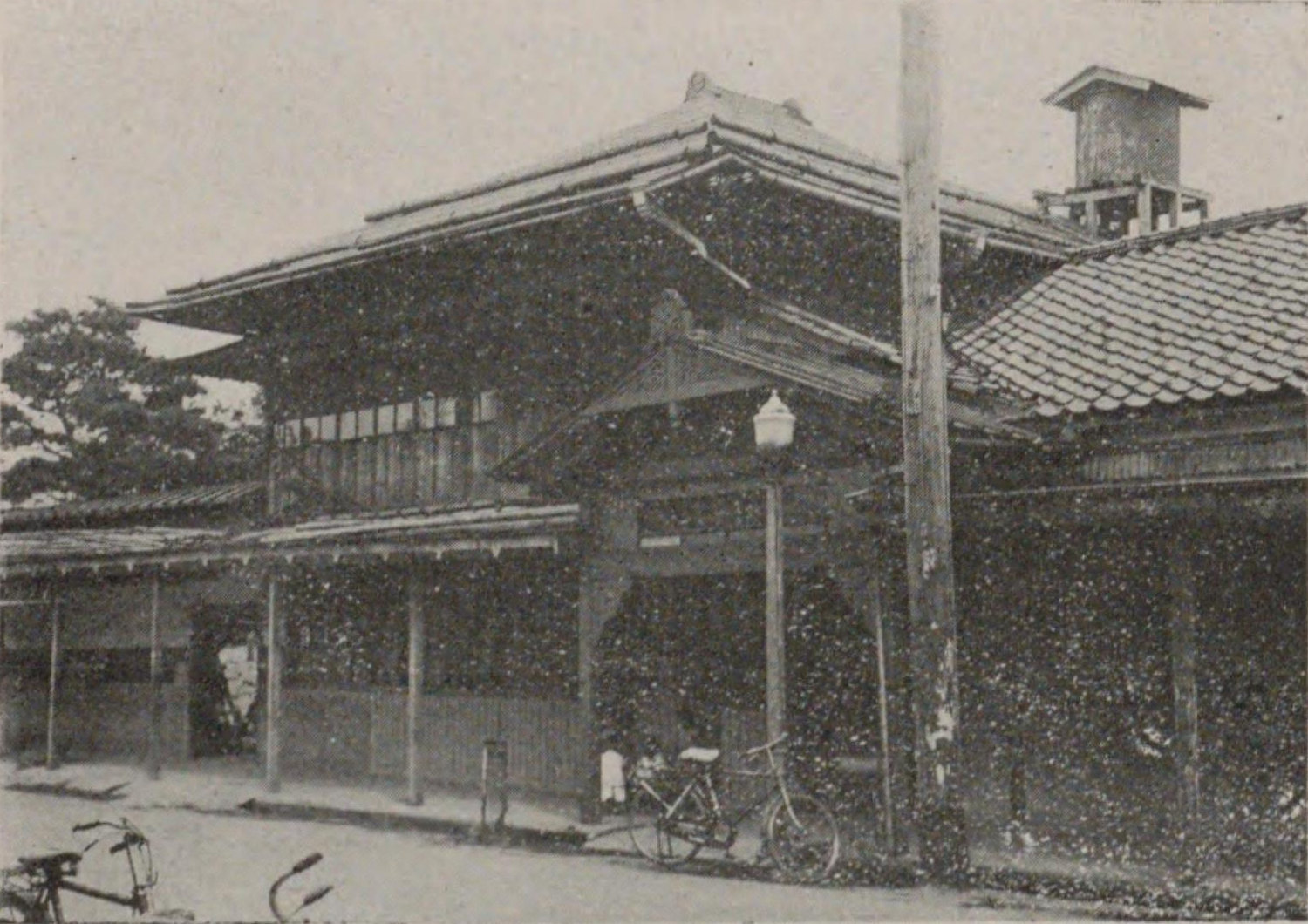
北越水力電気本社（1935年以前）

  - 10月16日 - 出雲崎電灯株式会社からの事業・財産買収を決議[38]。
- 1913年（大正2年）
  - 5月14日 - 刈羽郡高浜町・石地町および三島郡出雲崎町での供給開始[43]。
  - 6月15日 - 100万円の増資を決議[51]。
  - 12月15日 - 須原発電所運転開始[46]。
- 1917年（大正6年）
  - 1月8日 - 須原発電所が失火で損傷、1か月間送電停止となる[47]。
- 1919年（大正8年）
  - 6月15日 - 300万円の増資を決議[52]。
- 1920年（大正9年）
  - 8月9日 - 初代社長山口達太郎死去[77]。
  - 9月17日 - 第2代社長に山口誠太郎が就任[19]。
  - 10月1日 - 五十沢発電所運転開始[77]。
  - 11月 - 蔵王工場操業開始[65]。
- 1923年（大正12年）
  - 10月 - 東京電灯からの受電開始[83]。
- 1925年（大正14年）
  - 12月18日 - 500万円の増資を決議[86]。資本金1000万円となる[53]。
- 1927年（昭和2年）
  - 3月1日 - 上条発電所運転開始[109]。
- 1941年（昭和16年）
  - 5月22日 - 藪神発電所仮使用認可[3]。
  - 9月6日 - 配電統制令に基づく東北配電設立命令を受命[95]。
- 1942年（昭和17年）
  - 4月1日 - 東北配電（東北電力の前身）設立。同社に対し電気事業設備を出資[104]。
  - 5月16日 - 電気化学工業部門を独立させ北陸電化工業（現・北越メタル）を設立[105]。
  - 5月28日 - 臨時株主総会での議決により北越水力電気解散[2]。

## 供給区域

新潟県内における供給区域の範囲（1940年時点）

### 1915年時点の区域一覧
1915年（大正4年）6月末時点における供給区域は以下の通り。
| 新潟県              | 新潟県 |
| ------------------- | --- |
| 市部 （1市）        | 長岡市 |
| 古志郡 （3村）      | 四郎丸村・富曽亀村・上組村（現・長岡市）                                                                                            |
| 三島郡 （1町2村）   | 来迎寺村（現・長岡市）、 片貝村（現・小千谷市）、 出雲崎町                                                                          |
| 北魚沼郡 （1町3村） | 小千谷町・城川村・千田村（現・小千谷市）、 須原村（現・魚沼市）                                                                     |
| 刈羽郡 （3町11村）  | 柏崎町・大洲村・下宿村・鯨波村・枇杷島村・比角村・北鯖石村・西中通村・荒浜村・高浜町・二田村・内郷村・石地町（現・柏崎市）、 刈羽村 |

### 1938年時点の区域一覧
1938年（昭和13年）12月末時点における供給区域は以下の通り。
- 他の事業者の供給区域にも含まれる市町村には「【一部】」という表記を付した。

| 新潟県               | 新潟県 |
| -------------------- | --- |
| 市部 （1市）         | 長岡市 |
| 古志郡 （12村）      | 富曽亀村・栖吉村・山通村・上組村・十日町村・石津村・太田村・竹沢村・東竹沢村・種苧原村（現・長岡市）、 六日市村・東山村（現・長岡市・小千谷市）                                                                                                |
| 三島郡 （1町6村）    | 深才村【一部】・来迎寺村・岩塚村・塚山村（現・長岡市）、 片貝村（現・小千谷市）、 出雲崎町、西越村（現・出雲崎町） |
| 北魚沼郡 （1町11村） | 小千谷町・城川村・千田村・山辺村・吉谷村・川井村（現・小千谷市）、 川口村・田麦山村【一部】（現・長岡市）、 広瀬村・須原村・上条村・入広瀬村（現・魚沼市）                                                                                     |
| 中魚沼郡 （4村）     | 岩沢村・真人村【一部】（現・小千谷市）、 下条村【一部】（現・十日町市）、 仙田村【一部】（現・長岡市） |
| 南魚沼郡 （1村）     | 五十沢村【一部】（現・南魚沼市） |
| 刈羽郡 （3町18村）   | 柏崎町・鯨波村・高田村・田尻村・北鯖石村・北条村・西中通村・荒浜村・高浜町・二田村・内郷村・石地町（現・柏崎市）、 刈羽村、中通村【一部】（現・柏崎市・刈羽村）、 千谷沢村・武石村・七日町村・中里村・横沢村・山横沢村・上小国村（現・長岡市） |

## 発電所
北越水力電気が運転した発電所は完成順に塩殿・須原・五十沢・上条・藪神の5か所である。いずれも魚沼地方を流れる信濃川水系の河川に位置する。他に柏崎地区で2か所の小規模発電所を短期間運転したこともあるが、ここでは省略する。

### 塩殿発電所
位置 ： 北緯37度16分24.3秒 東経138度50分1.5秒 / 北緯37.273417度 東経138.833750度
北越水力電気最初の発電所は塩殿発電所である。所在地は新潟県北魚沼郡川口村大字牛ケ島（現・長岡市川口牛ケ島）。社内では唯一信濃川本流にあった。1898年（明治31年）7月に山口権三郎が水利権を得、1902年（明治35年）6月に着工。北越水力電気の前身「北越水力電気組」が工事を引き継ぎ1904年（明治37年）12月13日に竣工させた。
川口村内では信濃川に支流魚野川が合流している。合流点前後で信濃川は蛇行を繰り返しているが、塩殿発電所はこの蛇行を活用する形で建設された。取水口は細島（山辺村塩殿＝現・小千谷市塩殿）に立地。ここから2.76キロメートルの水路で導水し落差を得た。建設当初の発電設備はマコーミック式水車とゼネラル・エレクトリック (GE) 製540キロワット三相交流発電機が各1台のみであったが、最大3組まで設置可能な設計であり、実際に1906年（明治39年）になってカーバイド工場への供給用に700キロワット発電機1台の増設が決まった。さらに1910年（明治43年）3月には出力900キロワットの予備発電機増設も完成している。
増設完成後の発電設備は以下の通り。発電所出力は1240キロワットである。
- 水車 ： モルガン・スミス製水車1台、フォイト製水車2台
- 発電機 ： GE製540キロワット発電機1台、シーメンス製700キロワット発電機1台、同上900キロワット発電機1台（予備）
  - 発電機はいずれも三相交流・周波数60ヘルツ

送電線は小千谷変電所（北魚沼郡城川村）経由で長岡変電所（長岡市四郎丸町）または来迎寺変電所（三島郡来迎寺村）へと至る11キロボルト線（塩殿線）が存在した。また途中の小千谷変電所からは柏崎変電所（刈羽郡柏崎町）へと至る路線（小柏線）が分かれた。
塩殿発電所は1942年（昭和17年）4月配電統制により東北配電へと移管され、太平洋戦争後、1951年（昭和26年）5月の電気事業再編成で東北電力へと引き継がれた。しかし日本国有鉄道（国鉄）信濃川発電所建設による信濃川の水位低下により1951年8月に廃止されており、現存しない。

### 須原発電所
位置 ： 北緯37度19分31.2秒 東経139度1分51.3秒 / 北緯37.325333度 東経139.030917度

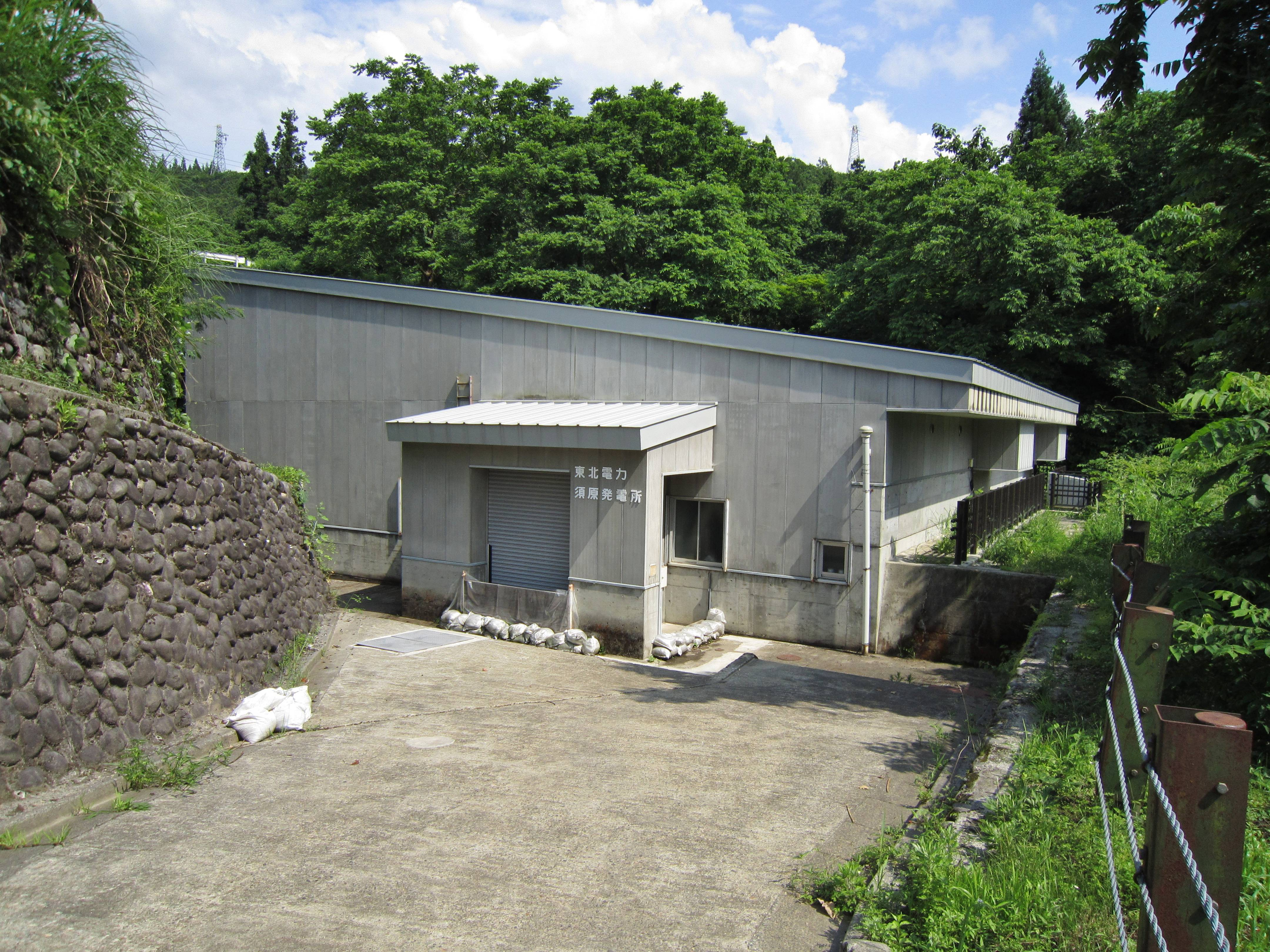
須原発電所（2011年）

北越水力電気では塩殿発電所に続いて柏崎地区に2つの小規模発電所を建設した後、4番目の発電所として須原発電所を新設した。所在地は北魚沼郡須原村大字細野（現・魚沼市細野）。信濃川水系魚野川の支流破間川にあり、1912年（明治45年）5月着工、1913年（大正2年）11月に竣工した。送電開始は同年12月15日からである。
1917年（大正6年）1月になり増設工事が完成したが、完成検査申請中の1月8日失火で建屋と機械全部が損傷する被害を受ける。これにより一時送電停止に追い込まれたが水車・発電機1組の修理で同年2月16日より再開された。その後5月に増設工事・復旧工事とも竣工している。増設後の発電設備は以下の通り。発電所出力は1600キロワットである。
- 水車 ： フォイト製フランシス水車2台、電業社製フランシス水車1台
- 発電機 ： シーメンス製750キロボルトアンペア発電機2台、芝浦製作所製750キロボルトアンペア発電機1台

送電線は長岡変電所とを繋ぐ33キロボルト線および11キロボルト線（破間線）が存在した。
他の発電所と同様、1942年4月配電統制により東北配電へと移管され、1951年5月の電気事業再編成で東北電力へと引き継がれている。

### 五十沢発電所
位置 ： 北緯37度3分10.9秒 東経138度58分33.7秒 / 北緯37.053028度 東経138.976028度
須原発電所に続く発電所は五十沢（いかざわ）発電所である。所在地は新潟県南魚沼郡五十沢村大字土沢（現・南魚沼市土沢）。信濃川水系魚野川の支流三国川にある。1920年（大正9年）10月1日より運転を開始した。
三国川の上流、五十沢村大字清水瀬に取水口があり、そこから川の右岸に発電所まで約2キロメートルにわたって水路が伸びている。発電設備は電業社製フランシス水車2台、芝浦製作所製1250キロボルトアンペア発電機2台からなり、発電所出力は1710キロワットである。
送電線は長岡変電所・蔵王変電所（長岡市蔵王町）へと至る33キロボルト線（五十沢線）が存在した。

### 上条発電所
位置 ： 北緯37度20分59.7秒 東経139度3分4.6秒 / 北緯37.349917度 東経139.051278度

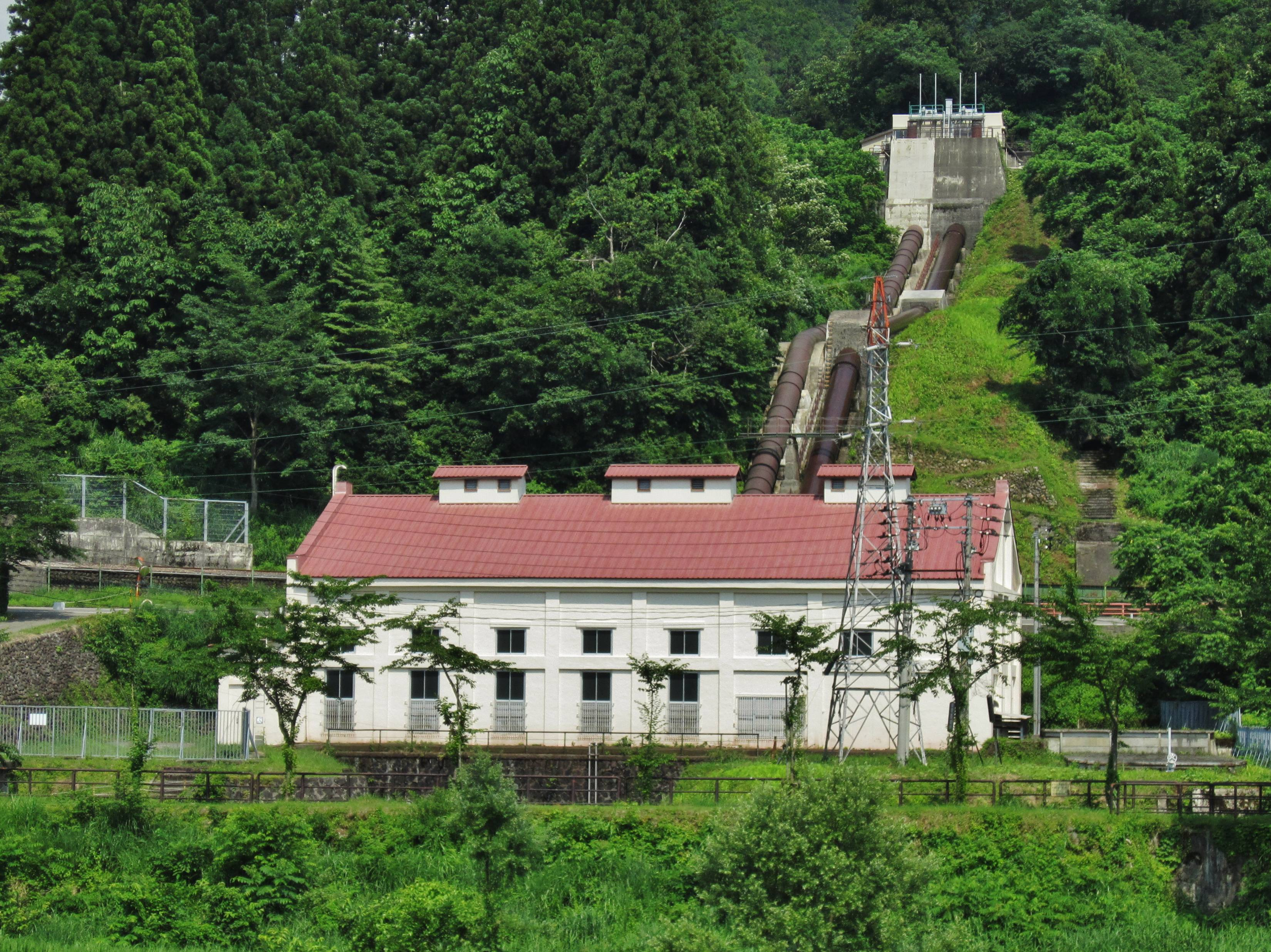
上条発電所（2011年）

五十沢発電所に続き北越水力電気は上条発電所（上條発電所）を建設した。所在地は北魚沼郡上条村大字渋川（現・魚沼市渋川）。須原発電所と同じく信濃川水系破間川にある発電所で、同所の上流側に位置する。1927年（昭和2年）3月1日より運転を開始した。
上条発電所では破間川（平石川）と支流黒又川から取水している。このうち黒又川には高さ24.5メートルの黒又ダムを設ける。この黒又ダムは洪水吐ゲートを持たず、洪水時には水がそのまま越流していく（越流堤）という特徴がある。発電設備は日立製作所製の縦軸フランシス水車・3750キロボルトアンペア発電機各2台で構成。発電所出力は6000キロワットである。なお従来の発電所と異なり60ヘルツ・50ヘルツ双方の周波数に対応する（五十沢発電所までは60ヘルツ専用）。
送電線は須原発電所経由で蔵王開閉所へと至る33キロボルト線（上条線）が存在した。33キロボルト送電線は蔵王から先、礼拝変電所（刈羽郡内郷村）経由で柏崎変電所にも伸びている（刈羽線）。

### 藪神発電所
位置 ： 北緯37度15分49.7秒 東経138度59分1.0秒 / 北緯37.263806度 東経138.983611度

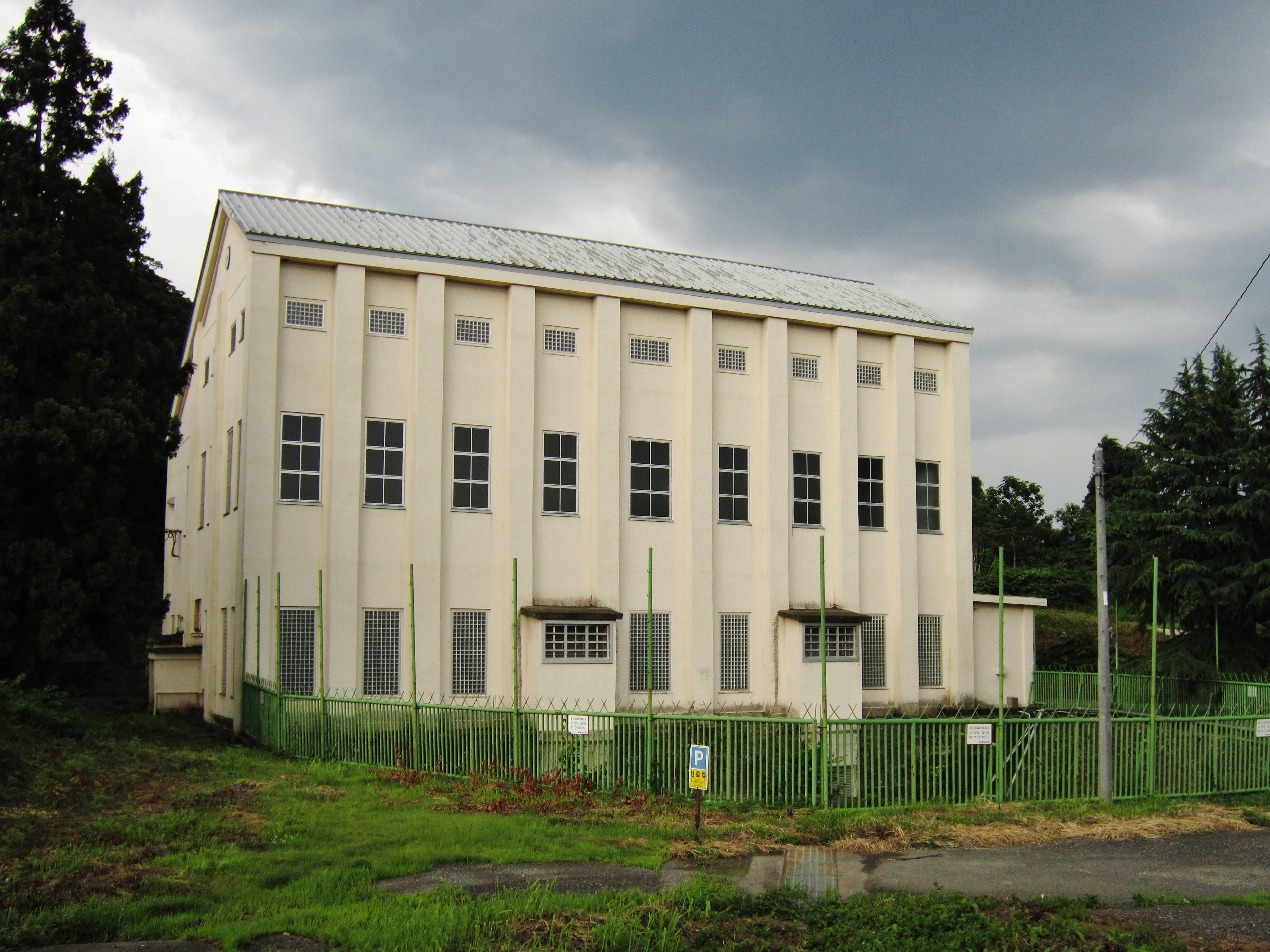
藪神発電所（2011年）

北越水力電気が最後に建設した発電所は藪神発電所である。所在地は北魚沼郡藪神村大字今泉（現・魚沼市今泉）。信濃川水系破間川で3番目の発電所であり、須原発電所の下流側に位置する。1941年（昭和16年）5月に竣工し、22日付で逓信省より仮使用認可が下りた。
取水は須原村大字大倉沢にある破間川の大倉沢ダム（藪神ダムとも）から行う。発電設備は日立製作所製の縦軸フランシス水車・5500キロボルトアンペア発電機各2台からなり、発電所出力は8500キロワットであった。藪神発電所も60ヘルツ・50ヘルツ双方の周波数に対応する。
東北配電時代、太平洋戦争終戦後の1948年（昭和23年）になって旧北越水力電気のカーバイド事業を引き継いでいた北越電化工業が藪神発電所の返還運動を起こしたが、実現していない。従って他の発電所と同様、1951年以降は東北電力に属する。

## 兼営電気化学事業の工場

### 土合工場
北越水力電気は兼営する電気化学事業の工場を長岡市内の2か所に構えた。
創業当初からの工場は旧日本カーバイドから引き取った土合工場である。1906年（明治39年）3月に新設されたものを1908年（明治41年）7月に北越水力電気が買い取った。同工場は長岡市土合町地内の北西部、信越本線長岡操車場（現・南長岡駅）の北東隣にあった。工場設備は200キロワット電気炉6台からなり、炭化カルシウム（カーバイド）や砂鉄を原料とした銑鉄（砂鉄銑）の製造にあたった。
土合工場は北越水力電気の解散で北越電化工業へと引き継がれたが、終戦直前の1945年（昭和20年）8月1日、長岡空襲で全焼。以前から敷地が狭いという問題を抱えていたため、その後再建されることはなかった。

### 蔵王工場
2つ目の蔵王工場は北越水力電気の手で1920年（大正9年）に建設された。信濃川沿い、長岡市蔵王町の北部にあり、南西側に北越製紙（現・北越コーポレーション）長岡工場が隣接する。また東方（城岡町地内）には東京電灯長岡変電所がある。
カーバイドを原料とする石灰窒素や硫酸アンモニウム（硫安）を一貫生産する目的で新設された工場であり、カーバイド・酸素・硫酸・石灰窒素・硫安の各部門が順次整備された。カーバイド製造開始は1920年11月、硫安製造開始は1924年（大正13年）下期のことである。しかし肥料業界の不況で1931年（昭和6年）に石灰窒素・硫安の製造は打ち切られ、カーバイド製造と硫酸製造のみが残された。その後カーバイド用電気炉を転用して土合工場と同様に砂鉄銑の生産にもあたった。
1942年に北越電化工業に引き継がれた際の工場設備はカーバイド用電気炉4台と銑鉄用電気炉1台であったという。太平洋戦争下では軍需が高まるピストンリング向け砂鉄銑の増産にあたるが、戦後高炉メーカーが銑鉄増産を進めると砂鉄銑は瞬く間に競争力が失われ製造中止を余儀なくされた。1950年代になると北越電化工業は東都製鋼（現・トピー工業）の傘下に入り、同社の影響もあって1959年（昭和34年）より蔵王工場にて鉄スクラップを原料とする電気炉製鋼を開始した。この電気炉製鋼が事業の中核となるにつれて北越水力電気時代から続くカーバイド製造は縮小していき、1963年（昭和38年）1月をもって製造が打ち切られた。そして翌1964年（昭和39年）11月、北越電化工業は合併を機に社名を「北越メタル」へと改めた。

## 人物
解散前年、1941年6月の役員改選で選任された取締役・監査役は以下の8名である。
- 取締役 ：
  - 山口誠太郎 ： 社長。社外では長岡銀行頭取などを兼ねる。山口家は刈羽郡の旧家で祖父は山口権三郎、父は達太郎[130]。
  - 松田弘俊 ： 常務。1918年入社し支配人（1938年6月まで[131]）を経て常務昇進[132]。
  - 田辺元治 ： 東京帝国大学工科大学電気科出身の技術者[133]。元常務[83]。
  - 西脇済三郎 ： 太陽生命保険社長兼農業・新潟県多額納税者。西脇家は小千谷の旧家で父は西脇国三郎[134]。
  - 山口健造 ： 長岡の石油商・新潟県多額納税者[135]。
  - 堀安太郎 ： 元支配人（1934年12月解任）[136]。長男の豁も北越水力電気社員[137]。
- 監査役
  - 覚張義平 ： 長岡の書籍卸商・新潟県多額納税者。父は覚張治平（北越製紙創業者[33]）[138]。
  - 田村文之助 ： 北越製紙常務取締役[139]。